# Christophe Humbert (judo)
Pour les articles homonymes, voir Christophe Humbert et Humbert.
Christophe Humbert est un judoka français né le 26 juin 1979 à Pontarlier (Doubs). Il devient champion de France des moins de 90 kg et champion d'Europe des moins de 100 kg en 2005.

## Palmarès

### Championnats d'Europe
Palmarès de Christophe Humbert aux Championnats d'Europe :
| Catégorie / Année | 2005 Rotterdam | 2008 Lisbonne |
| ----------------- | -------------- | ------------- |
| - 100 kg          | 1er            | 5e            |

### Championnats de France
Palmarès de Christophe Humbert aux Championnats de France :
| Catégorie / Année | 1998 | 2003 | 2005 | 2008 |
| ----------------- | ---- | ---- | ---- | ---- |
| - 81 kg           | 3e   |      |      |      |
| - 90 kg           |      | 3e   | 1er  |      |
| - 100 kg          |      |      |      | 2e   |